# Salmanassar IV
Salmanassar IV var kung i Assyrien 783 - 773 f.Kr. Han var Ashur-Dan III:s bror.